# Hans-Joachim Schuke
Hans-Joachim Schuke (* 7. Januar 1908 in Potsdam; † 20. Juli 1979 ebenda) war ein deutscher Orgelbauer. Er war Sohn des Orgelbauers Alexander Schuke und führte das Unternehmen des Vaters, die Alexander Schuke Orgelbauanstalt Potsdam, heute Alexander Schuke Potsdam Orgelbau GmbH, weiter.

## Leben
Hans-Joachim Schuke besuchte bis 1923 das Viktoria-Gymnasium Potsdam, heute Helmholtz-Gymnasium Potsdam. Er beendete die Schule vorzeitig, um in Görlitz eine kaufmännische Ausbildung zu absolvieren. Als er nach dieser Ausbildung nach Potsdam zurückkehrte, erlernte er das Orgelbauhandwerk in der väterlichen Firma Alexander Schuke Orgelbauanstalt Potsdam. Bis 1933 arbeitete er dort als Orgelbauer. In diesem Jahr verstarb sein Vater Alexander Schuke.
In den folgenden Jahren führten Hans-Joachim und sein Bruder Karl Schuke das Unternehmen gemeinsam fort. Im Jahr 1940 wurde Hans-Joachim Schuke zur deutschen Wehrmacht eingezogen. Von 1940 bis 1945 war er in Frankreich und Italien als Rechnungsführer stationiert. Im Jahr 1945 wurde er zur Front nach Berlin versetzt. Im Kessel von Halbe geriet er in sowjetische Kriegsgefangenschaft und wurde in ein Gefangenenlager nach Rjasan, etwa 200 km südöstlich von Moskau gebracht. Dort war er drei Jahre, bis zum 8. Mai 1948.
Als er nach Potsdam zurückkehrte, führte er die Arbeit im Orgelbauunternehmen fort. Aufgrund der politischen Verhältnisse in den Nachkriegsjahren erschien es Hans-Joachim und Karl Schuke ratsam im Westteil von Berlin einen weiteren Firmenstandort zu errichten, falls die Fortführung in Potsdam nicht mehr möglich sein würde. Obwohl sich die Lage stabilisierte und die Fortführung in Potsdam gesichert war, führte Karl Schuke ab 1953 den Berliner Standort allein fort, während Hans-Joachim Schuke den Hauptsitz in Potsdam fortführte. Diesen konnte er von 1953 bis 1972 als reine Privatfirma leiten. Im Jahr 1972 wurde die Firma zwangsverstaatlicht und hieß von nun an VEB Potsdamer Schuke Orgelbau. Hans Joachim Schuke blieb bis 1976 Betriebsdirektor, war jedoch Angestellter des Bezirkswirtschaftsrates in Potsdam. Im Jahr 1976 erlitt er einen Schlaganfall und konnte nicht weiter im Unternehmen tätig sein. Die Leitung des VEB Potsdamer Schuke Orgelbau lag von 1976 bis 1990 in den Händen von Max Thiel, den er schon seit der Kriegsgefangenschaft in der Sowjetunion kannte. Am 20. Juli 1979 verstarb Hans-Joachim Schuke und wurde auf dem Potsdamer Hauptfriedhof beigesetzt.
Matthias Schuke, zweiter Sohn von Hans-Joachim Schuke, erlernte von 1974 bis 1977 das Orgelbauhandwerk und absolvierte von 1985 bis 1988 die Meisterausbildung. Im Zuge der politischen und ökonomischen Wende gelang es Matthias Schuke die Firma erfolgreich zu reprivatisieren und ist bis heute Inhaber und Geschäftsführer der Alexander Schuke Potsdam Orgelbau GmbH.